# Cattleya dormaniana
Cattleya dormaniana é uma espécie epífita com pseudobulbos roliços, finos e canelados de 30 centímetros de altura, portando duas folhas oblongas e coriáceas. Inflorescência com duas ou três flores de 12 centímetros de diâmetro.
Pétalas e sépalas de cor marrom-esverdeada brilhante, pontudas e levemente onduladas. Labelo trilobado de cor rosada, lóbulo central orbicular e ondulado de cor púrpura. Existe variedade com flores de pétalas e sépalas de cor verde-claro brilhante.
Floresce na primavera/outono.